# Annika Heijkenskjöld
Anna-Lisa Heijkenskjöld, känd som Annika Heijkenskjöld, född Olsson 4 mars 1922 i Malmö Karoli församling, död 24 juni 2009 i Slottsstadens församling i Malmö, var en svensk formgivare.
Heijkenskjöld var engagerad i Svenska slöjdföreningens (sedermera Svensk Form) lokalförening i Malmö från 1945, och startade 1964 Form/Design Center i Malmö. Hon var chef för verksamheten fram till 1989, då hon blev en av de ansvariga för Malmösatsningen NordForm90. Hon var därefter föreningens ordförande i tio år.
Heijkenskjöld tilldelades 1989 Bruno Mathssonpriset, 1994 Malmö stads kulturpris och 2001 H.M. Konungens medalj (8:e storleken i högblått band).